# جنيفر جنكينز
جنيفر جنكينز (بالإنجليزية: Jennifer Jenkins)‏ هي لغوية بريطانية، ولدت في 3 مايو 1950.